# Etnaginst
Etnaginst (Genista aetnensis) är en ärtväxtart som först beskrevs av Antonius de Bivona-Bernardi, och fick sitt nu gällande namn av Dc. Etnaginsten ingår i släktet ginster, och familjen ärtväxter. Inga underarter finns listade i Catalogue of Life.

## Bildgalleri

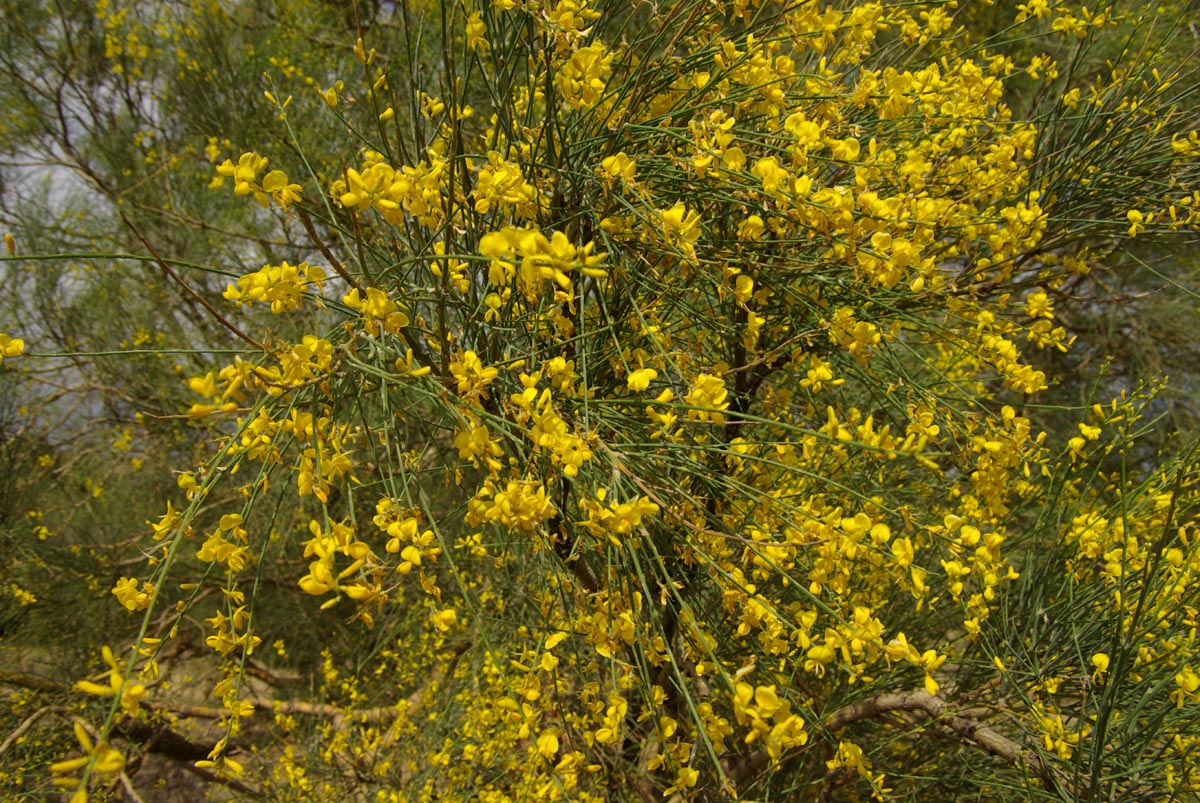
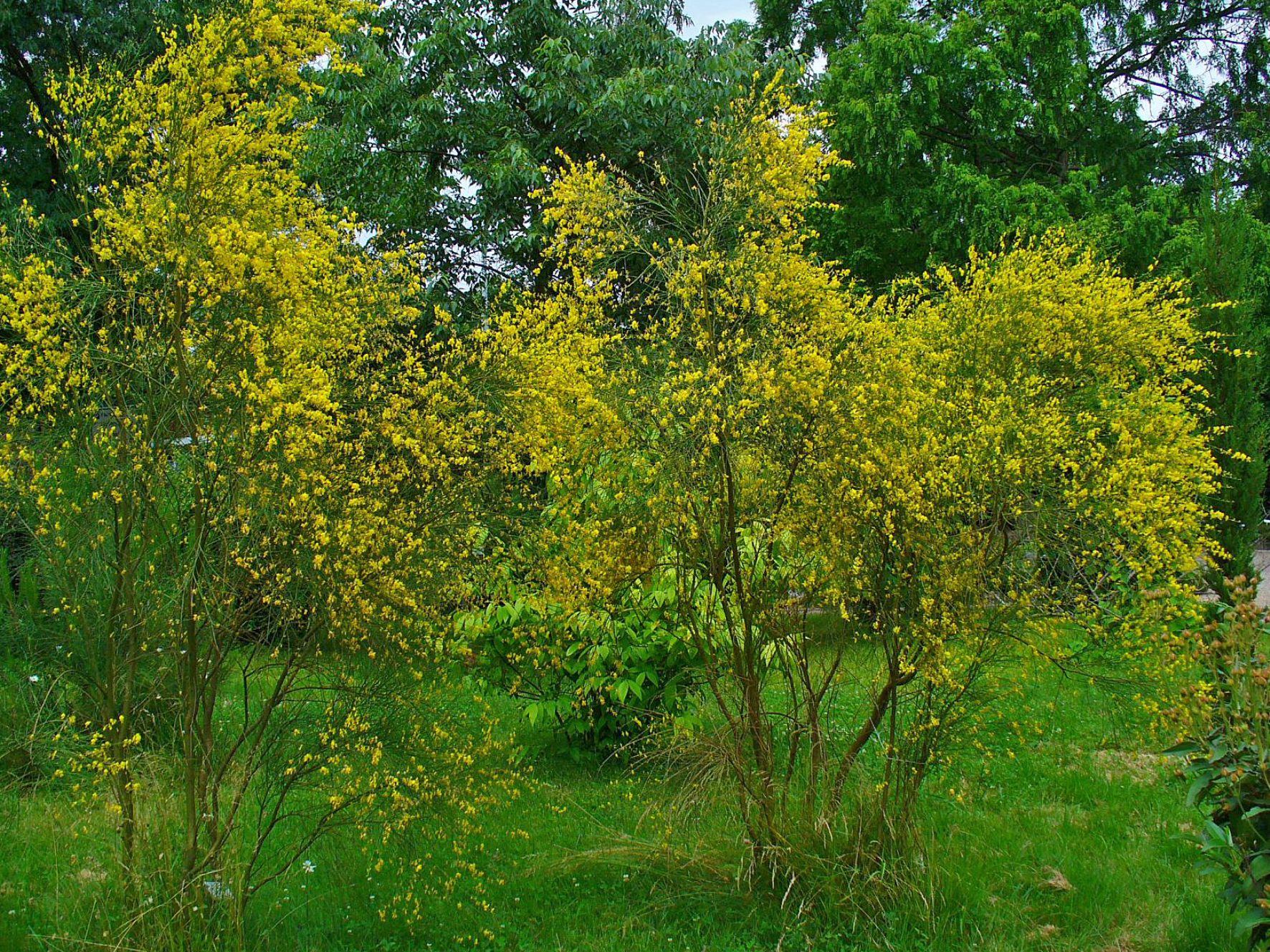
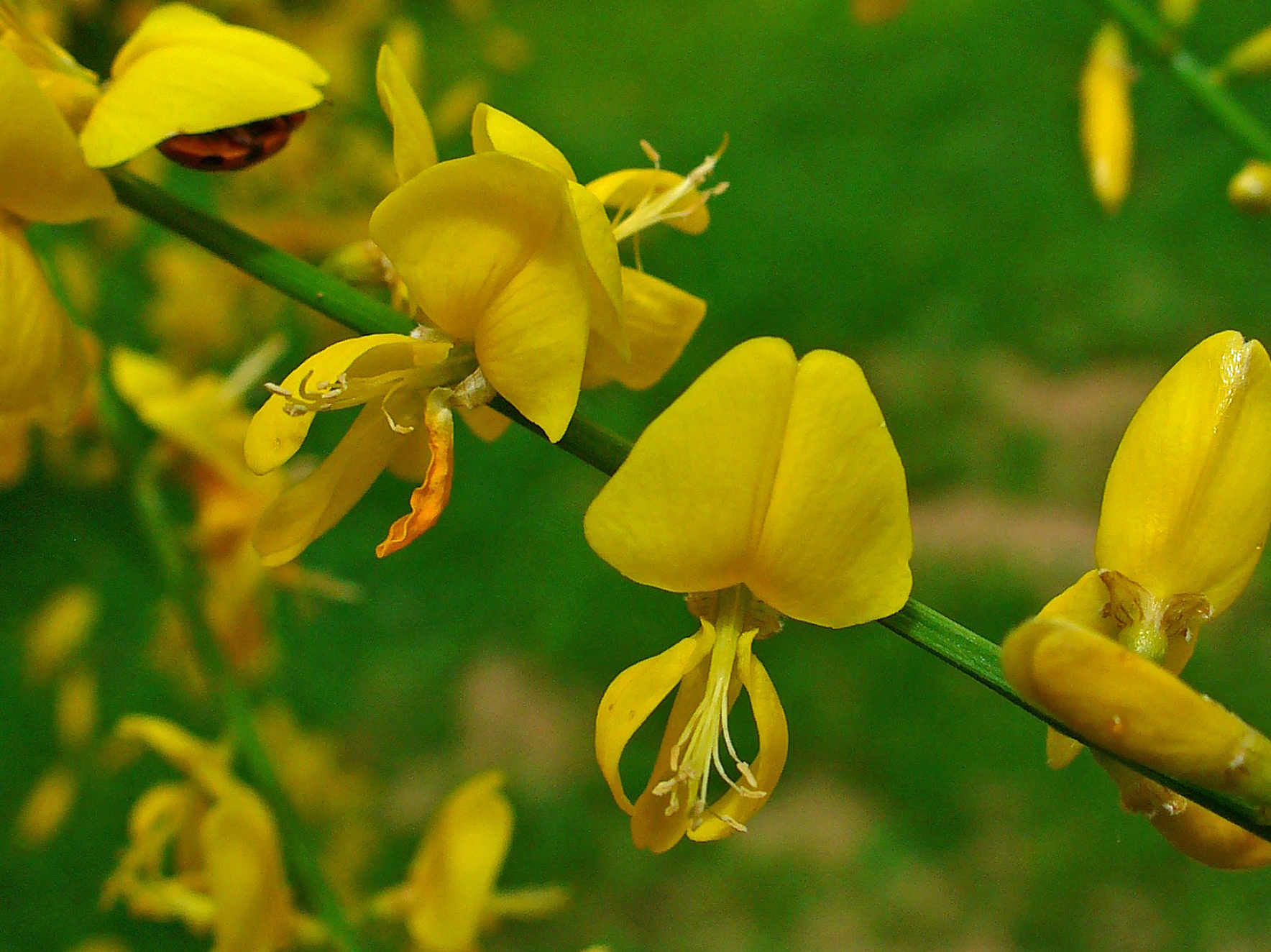
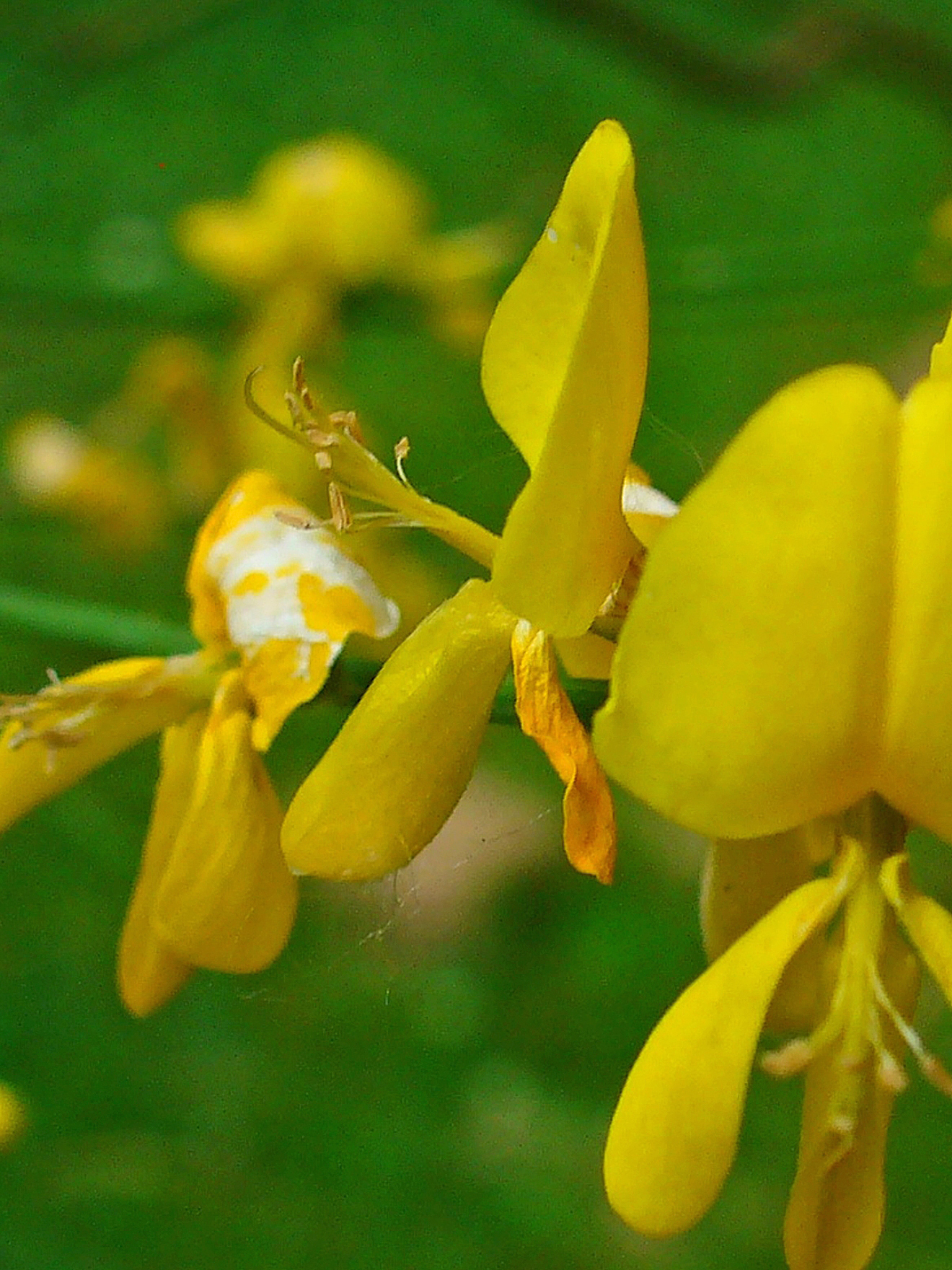
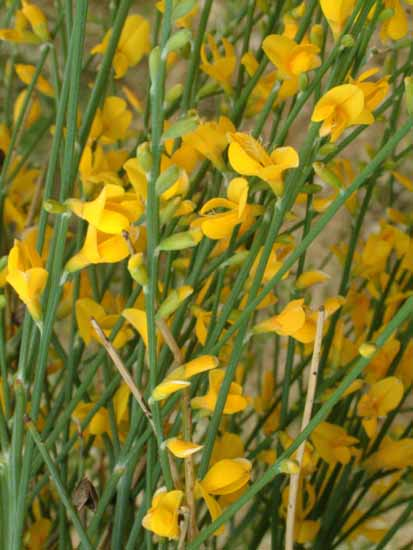
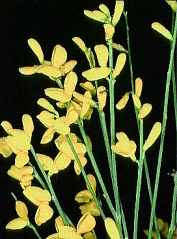